# Special Olympics World Winter Games 1977
Die 1. Special Olympics World Winter Games fanden vom 5. bis 11. Februar 1977 in Steamboat Springs, Colorado, USA statt.

## Bezeichnung
Die offizielle Bezeichnung lautete damals International Games, seit 1991 wird von Special Olympics World Summer Games und Special Olympics World Winter Games gesprochen.

## Austragungsorte und Sportarten

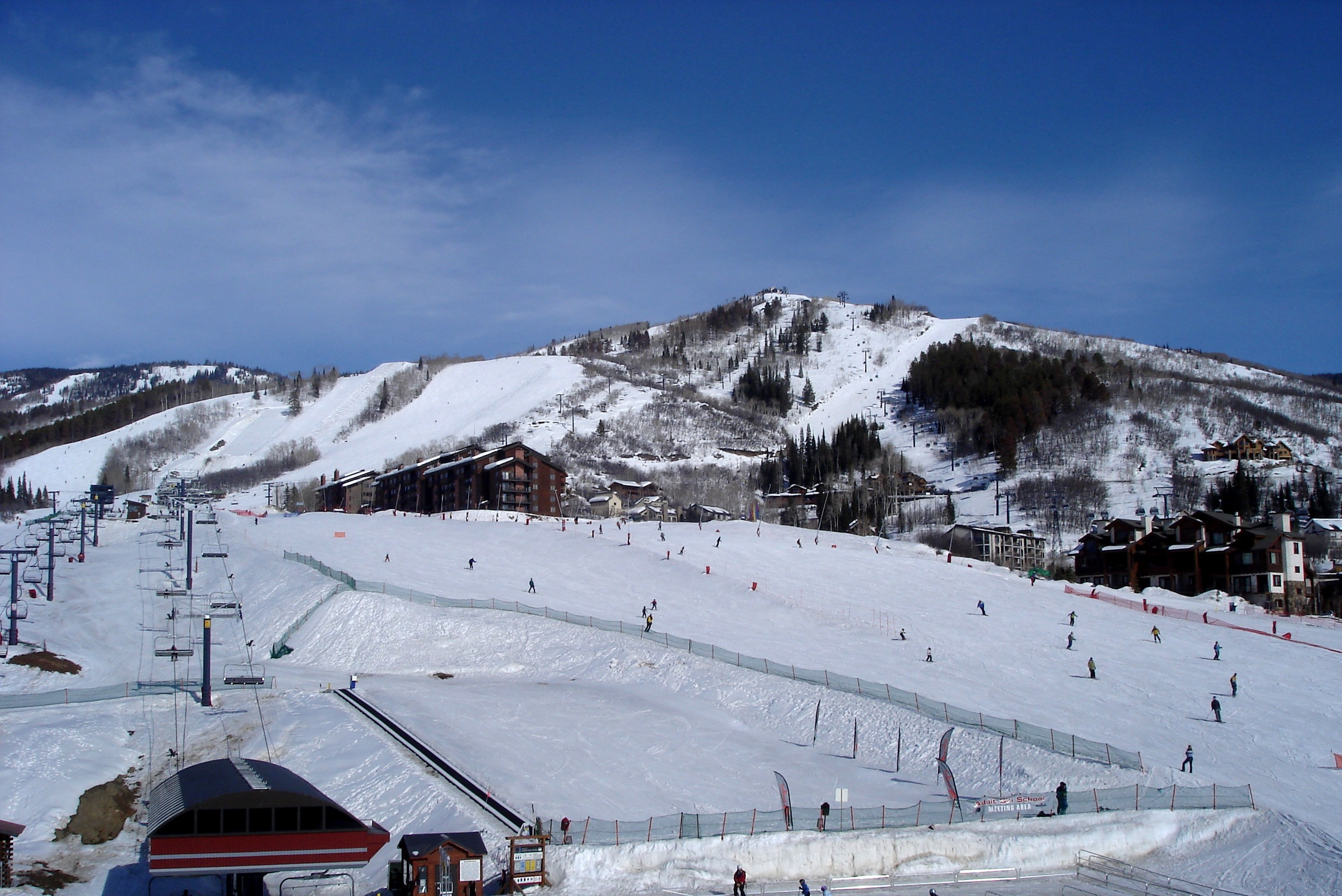
Steamboat Springs Ski Resort

Die 1. Special Olympics World Winter Games wurden vom 5. bis 11. Februar 1977 in drei Sportarten in Steamboat Springs veranstaltet:
- Ski Alpin
Ski Alpin wurde 1975 in Illinois als Sportart eingeführt, wurde aber erst mit den Weltspielen 1977 eine offizielle Sportart von Special Olympics.[5]
- Skilanglauf
Skilanglauf ist seit den Weltspielen 1977 eine offizielle Special-Olympics-Sportart.[6]
- Eiskunstlauf
Erst seit den Weltspielen 1977 ist Eiskunstlauf eine offizielle Sportart von Special Olympics.[7]

## Teilnehmer
Mehr als 500 Athleten aus den USA reisten für die Spiele an.
Special-Olympics-Legende Marty Sheets aus North Carolina, der insgesamt an sieben Weltspielen teilnahm, erwarb eine Bronzemedaille.